# Kirn (Nadrenia-Palatynat)
Kirn – miasto w zachodnich Niemczech, w kraju związkowym Nadrenia-Palatynat, w powiecie Bad Kreuznach, siedziba administracyjna gminy związkowej Kirner Land. Do 31 grudnia 2019 siedziba administracyjna gminy związkowej Kirn-Land. Leży nad rzeką Nahe. Według danych z 2009 roku liczyło 8324 mieszkańców.
W mieście działa browar Kirner Privatbrauerei Ph. und C. Andres założony w 1798 roku.